# 鉄床戦術
鉄床戦術（かなとこせんじゅつ、英語: Hammer and Anvil tactic、鎚と鉄床戦術とも）とは、複数兵科を使った戦術の一つ。軍を二つの部隊に分け、一方が敵をひきつけているうちにもう一方が背後や側面に回りこみ本隊を包囲、挟撃する戦術。

## 概説
その役目から敵を引き付ける側は低機動で耐久力のある兵科が選ばれ、背面に回りこむ部隊は機動力の高い兵科が選ばれる。半固定の部隊に敵を引き付け、そこに機動力のある部隊が打ち付ける様が鍛冶屋の槌と金床に似ていることからこう呼ばれる。一般的にこの戦術を行う側は十分に機動力のある部隊が必要であり、諸兵科連合がうまく機能していることが必要である。ただし、この戦術は自軍の兵力を分散してしまうという短所もあり、「槌」と「金床」の連携が不十分な場合、兵力集中において勝る敵軍に各個撃破される危険性もある。
古代ギリシャやペルシャで考案され盛んに行われた。古代においては重装歩兵と騎兵(特に重装騎兵)を使う例が非常に多かった。まず重装歩兵が隊列(ファランクス)を組んで隊列を組んだ敵の歩兵、特に重装歩兵と突撃し、白兵戦に移行するとともに敵の進行をその場に捕縛する。その間に味方の騎兵が敵の隊列の後方、ないし側面まで迂回しそこから敵に突撃し、敵の隊列を分断、混乱させ敵部隊を壊滅させる。特にファランクスは前方の攻撃に対しては堅牢な隊形である反面、側面や後方からの攻撃に機敏に対応する事が難しいため、敵のファランクスを打ち破るのに効果的な戦術だった。
これはアレクサンドロス3世が好んで使った戦術であり、この戦術を以って彼は幾度もペルシア軍を破った。また、彼の後継者もこの戦術を受け継ぎ、例えばエウメネスがパラエタケネで、デメトリオスがガザにて用いた。
現代においても、陣地を構築して持久する歩兵部隊に敵を引き付けてその間に戦車部隊が背後に回る戦法などを、この戦術に見立てて金床戦術と呼ぶことがある。朝鮮戦争において発動された連合軍のスレッジハンマー作戦は、仁川上陸作戦（クロマイト作戦）に呼応して、敵の朝鮮人民軍を挟撃することを企図したものであり、その好例と言える。